# 4801 Ohře
4801 Ohře là một tiểu hành tinh vành đai chính với chu kỳ quỹ đạo là 1567.4860889 ngày (4.29 năm).
Nó được phát hiện ngày 22 tháng 10 năm 1989.